# Сбарретти Тацца, Донато Раффаэле
Донато Раффаэле Сбарретти Тацца (итал. Donato Raffaele Sbarretti Tazza; 19 мая 1856, Монтефранко, Папская область — 1 апреля 1939, Рим, королевство Италия) — итальянский куриальный кардинал и ватиканский дипломат и сановник. Племянник кардинала Энеа Сбарретти. Епископ Сан-Кристобаль-де-Ла-Гавана с 9 января 1900 по 16 сентября 1901. Титулярный архиепископ Гортины с 16 сентября по 16 декабря 1901. Титулярный архиепископ Эфеса с 16 декабря 1901 по 14 декабря 1916. Чрезвычайный апостольский делегат на Филиппинах с 15 февраля по 26 декабря 1902. Апостольский делегат в Канаде с 26 декабря 1902 по 3 ноября 1910. Секретарь Священной Конгрегации по делам монашествующих с 29 октября 1910 по 4 декабря 1916. Префект Священной Конгрегации Собора с 28 марта 1919 по 4 июля 1930. Камерленго Священной Коллегии Кардиналов с 21 июня 1926 по 20 июня 1927. Секретарь Верховной Священной Конгрегации Священной Канцелярии 4 июля 1930 по 1 апреля 1939. Вице-декан Священной Коллегии Кардиналов с 16 декабря 1935 по 1 апреля 1939. Кардинал-священник с 4 декабря 1916, с титулом церкви Сан-Сильвестро-ин-Капите с 7 декабря 1916 по 17 декабря 1928. Кардинал-епископ Сабины-Поджо Миртето с 17 декабря 1928.